# Randia genipoides
Randia genipoides är en måreväxtart som beskrevs av John Duncan Dwyer. Randia genipoides ingår i släktet Randia och familjen måreväxter. Inga underarter finns listade i Catalogue of Life.